# Carex shortiana
Carex shortiana là một loài thực vật có hoa trong họ Cói. Loài này được Dewey & Torr. mô tả khoa học đầu tiên năm 1836.